# Danh sách đĩa nhạc của Macklemore
Đĩa nhạc của Macklemore, một rapper người Mỹ, bao gồm hai album, ba đĩa mở rộng, một mixtape, mười một đĩa đơn (bao gồm cả hai như là một nghệ sĩ góp mặt) và mười hai video âm nhạc.

## Album

### Album
| Tiêu đề                                                                               | Chi tiết album                                                                            | Vị trí xếp hạng cao nhất | Vị trí xếp hạng cao nhất | Vị trí xếp hạng cao nhất | Vị trí xếp hạng cao nhất | Vị trí xếp hạng cao nhất | Vị trí xếp hạng cao nhất | Vị trí xếp hạng cao nhất | Vị trí xếp hạng cao nhất | Vị trí xếp hạng cao nhất | Vị trí xếp hạng cao nhất | Bán hàng        | Chứng nhận                                                                                 |
| Tiêu đề                                                                               | Chi tiết album                                                                            | US                       | US R&B                   | US Rap                   | AUS                      | CAN                      | GER                      | IRL                      | NZ                       | SWI                      | UK                       | Bán hàng        | Chứng nhận                                                                                 |
| ------------------------------------------------------------------------------------- | ----------------------------------------------------------------------------------------- | ------------------------ | ------------------------ | ------------------------ | ------------------------ | ------------------------ | ------------------------ | ------------------------ | ------------------------ | ------------------------ | ------------------------ | --------------- | ------------------------------------------------------------------------------------------ |
| The Language of My World                                                              | - Phát hành: 2005 (US) - Nhãn đĩa: Macklemore - Định dạng: CD, Tải nhạc số                | —                        | —                        | —                        | —                        | —                        | —                        | —                        | —                        | —                        | —                        | - US: 15,000    |                                                                                            |
| The Heist (với Ryan Lewis)                                                            | - Phát hành: 9 tháng 10 năm 2012 (US) - Nhãn đĩa: Macklemore - Định dạng: CD, tải nhạc số | 2                        | 1                        | 1                        | 2                        | 4                        | 6                        | 6                        | 1                        | 10                       | 20                       | - US: 1,172,000 | - RIAA: Platinum - ARIA: Platinum - BPI: Gold - BVMI: Gold - MC: Platinum - RMNZ: Platinum |
| This Unruly Mess I've Made (với Ryan Lewis)                                           | - Phát hành: 26 tháng 2 năm 2016 - Nhãn đĩa: CD, tải nhạc số - Định dạng: Macklemore      | —                        | —                        | —                        | —                        | —                        | —                        | —                        | —                        | —                        | —                        |                 |                                                                                            |
| "—" biểu thị một ghi âm mà không biểu đồ hoặc không được phát hành trong lãnh thổ đó. |                                                                                           |                          |                          |                          |                          |                          |                          |                          |                          |                          |                          |                 |                                                                                            |

### Đĩa mở rộng
| Tiêu đề                                  | Chi tiết album                                                                        |
| ---------------------------------------- | ------------------------------------------------------------------------------------- |
| Open Your Eyes (as Professor Macklemore) | - Phát hành: 2000 (US) - Nhãn đĩa: Macklemore - Format: Digital download              |
| The VS. EP (with Ryan Lewis)             | - Phát hành: December 15, 2009 (US) - Nhãn đĩa: Macklemore - Format: Digital download |
| The VS. Redux (with Ryan Lewis)          | - Phát hành: October 20, 2010 (US) - Nhãn đĩa: Macklemore - Format: Digital download  |

### Mixtapes
| Tiêu đề               | Chi tiết                                                                              |
| --------------------- | ------------------------------------------------------------------------------------- |
| The Unplanned Mixtape | - Phát hành: September 7, 2009 (US) - Nhãn đĩa: Macklemore - Format: Digital download |

## Đĩa đơn

### Như nghệ sĩ chính
| Tiêu đề                                                                           | Năm  | Vị trí xếp hạng cao nhất | Vị trí xếp hạng cao nhất | Vị trí xếp hạng cao nhất | Vị trí xếp hạng cao nhất | Vị trí xếp hạng cao nhất | Vị trí xếp hạng cao nhất | Vị trí xếp hạng cao nhất | Vị trí xếp hạng cao nhất | Vị trí xếp hạng cao nhất | Vị trí xếp hạng cao nhất | Chứng nhận | Album                    |
| Tiêu đề                                                                           | Năm  | US                       | US R&B                   | US Rap                   | AUS                      | CAN                      | FRA                      | GER                      | NZ                       | SWI                      | UK                       | Chứng nhận | Album                    |
| --------------------------------------------------------------------------------- | ---- | ------------------------ | ------------------------ | ------------------------ | ------------------------ | ------------------------ | ------------------------ | ------------------------ | ------------------------ | ------------------------ | ------------------------ | --- | ------------------------ |
| "Love Song" (có sự tham gia của Evan Roman)                                       | 2005 | —                        | —                        | —                        | —                        | —                        | —                        | —                        | —                        | —                        | —                        | | The Language of My World |
| "The Town"                                                                        | 2009 | —                        | —                        | —                        | —                        | —                        | —                        | —                        | —                        | —                        | —                        | | The Unplanned Mixtape    |
| "My Oh My" (with Ryan Lewis)                                                      | 2010 | —                        | —                        | —                        | —                        | —                        | —                        | —                        | —                        | —                        | —                        | | The Heist                |
| "Wings" (with Ryan Lewis)                                                         | 2011 | 112                      | 40                       | —                        | 17                       | —                        | 155                      | —                        | —                        | —                        | —                        | - ARIA: Platinum | The Heist                |
| "Can't Hold Us" (with Ryan Lewis, featuring Ray Dalton)                           | 2011 | 1                        | 1                        | 1                        | 1                        | 2                        | 3                        | 2                        | 4                        | 4                        | 3                        | - RIAA: 4× Platinum - ARIA: 4× Platinum - BPI: Platinum - BVMI: Platinum - MC: 4× Platinum - IFPI SWI: Platinum - RMNZ: 2× Platinum | The Heist                |
| "Otherside" (Remix – Live) (with Ryan Lewis)                                      | 2011 | —                        | —                        | —                        | —                        | —                        | —                        | —                        | 37                       | —                        | —                        | | Non-album single         |
| "Same Love" (with Ryan Lewis, featuring Mary Lambert)                             | 2012 | 11                       | 3                        | 2                        | 1                        | 4                        | 19                       | 25                       | 1                        | 33                       | 6                        | - RIAA: 2× Platinum - ARIA: 4× Platinum - BPI: Silver - MC: Gold - RMNZ: 2× Platinum                                                | The Heist                |
| "Thrift Shop" (with Ryan Lewis, featuring Wanz)                                   | 2012 | 1                        | 1                        | 1                        | 1                        | 1                        | 1                        | 2                        | 1                        | 1                        | 1                        | - RIAA: 7× Platinum - ARIA: 9× Platinum - BPI: Platinum - BVMI: Platinum - IFPI SWI: Platinum - MC: 8× Platinum - RMNZ: 4× Platinum | The Heist                |
| "White Walls" (with Ryan Lewis, featuring Schoolboy Q and Hollis)                 | 2013 | 22                       | 6                        | 5                        | 34                       | 19                       | 65                       | —                        | 6                        | —                        | —                        | - ARIA: Gold - RMNZ: Gold | The Heist                |
| "—" denotes a recording that did not chart or was not released in that territory. |      |                          |                          |                          |                          |                          |                          |                          |                          |                          |                          | |                          |

### Như nghệ sĩ tham gia
| Tiêu đề                                                                           | Năm  | Vị trí xếp hạng cao nhất | Album              |
| Tiêu đề                                                                           | Năm  | AUS Urb.                 | Album              |
| --------------------------------------------------------------------------------- | ---- | ------------------------ | ------------------ |
| "Letterhead" (Remix) (Sapient featuring Illmaculate and Macklemore)               | 2011 | —                        | Non-album single   |
| "Gold Rush" (Clinton Sparks featuring 2 Chainz, Macklemore and D.A.)              | 2013 | 34                       | Disco Ball & Chain |
| "—" denotes a recording that did not chart or was not released in that territory. |      |                          |                    |

## Ca khúc được xếp khác
| "And We Danced" (có sự tham gia của Ziggy Stardust)                               | 2009 | —  | 4 | 89 | 67 | 36 | - IFPI SWI: Gold | The Unplanned Mixtape |
| "Irish Celebration" (with Ryan Lewis)                                             | 2010 | —  | — | —  | 57 | —  |                  | The VS. Redux         |
| "Ten Thousand Hours" (with Ryan Lewis)                                            | 2012 | 41 | — | —  | —  | —  |                  | The Heist             |
| "Thin Line" (with Ryan Lewis, featuring Buffalo Madonna)                          | 2012 | 54 | — | —  | —  | —  |                  | The Heist             |
| "Make the Money" (with Ryan Lewis)                                                | 2012 | 56 | — | —  | —  | —  |                  | The Heist             |
| "—" denotes a recording that did not chart or was not released in that territory. |      |    |   |    |    |    |                  |                       |

## Khách mời
| Tiêu đề                   | Năm  | Nghệ sĩ khác                       | Album                         |
| ------------------------- | ---- | ---------------------------------- | ----------------------------- |
| "Crushes Heaven"          | 2005 | Abyssinian Creole                  | Sexy Beast                    |
| "If Only"                 | 2008 | Grynch, C-Nik                      | My Second Wind                |
| "Soul Steps"              | 2008 | Notion, Neema                      | Late Nights Until Now         |
| "Close Your Eyes"         | 2009 | CunninLynguists, Grieves, Geologic | Strange Journey Volume Two    |
| "What They Came Here For" | 2010 | Suntonio Bandanaz                  | Who Is... Suntonio Bandanaz?! |
| "Tommy Chong"             | 2011 | Blue Scholars                      | Cinemetropolis                |
| "Victory Lap"             | 2012 | Ryan Lewis                         | 2012 XXL Freshman Mixtape     |

## Video âm nhạc

### Như nghệ sĩ chính
| Tiêu đề                                                           | Năm  | Đạo diễn                                    |
| ----------------------------------------------------------------- | ---- | ------------------------------------------- |
| "The Town"                                                        | 2009 | Zia Mohajerjasbi                            |
| "My Oh My" (with Ryan Lewis)                                      | 2011 | Jason Koenig                                |
| "Irish Celebration" (with Ryan Lewis)                             | 2011 | Stephan Gray                                |
| "Wings" (with Ryan Lewis)                                         | 2011 | Zia Mohajerjasbi                            |
| "Otherside" (Remix) (with Ryan Lewis, featuring Fences)           | 2011 | Jason Koenig, Ryan Lewis, Ben Haggerty      |
| "And We Danced" (with Ryan Lewis)                                 | 2011 | Griff J, Ryan Lewis                         |
| "Victory Lap" (with Ryan Lewis)                                   | 2012 | Johnny Valencia                             |
| "Thrift Shop" (with Ryan Lewis, featuring Wanz)                   | 2012 | Jon Jon Augustavo, Ryan Lewis, Ben Haggerty |
| "Same Love" (with Ryan Lewis, featuring Mary Lambert)             | 2012 | Jon Jon Augustavo, Ryan Lewis               |
| "Can't Hold Us" (with Ryan Lewis, featuring Ray Dalton)           | 2013 | Jon Jon Augustavo, Jason Koenig, Ryan Lewis |
| "White Walls" (with Ryan Lewis, featuring Schoolboy Q and Hollis) | 2013 | Ben Haggerty, Ryan Lewis                    |

### Như nghệ sĩ góp mặt
| Title                                                                | Year | Director(s)  |
| -------------------------------------------------------------------- | ---- | ------------ |
| "Gold Rush" (Clinton Sparks featuring 2 Chainz, Macklemore and D.A.) | 2013 | Matty Barnes |